# 大衛·湯姆斯
大衛·湯姆斯（David Toms, 1967年1月4日 - ）是一位美國職業高爾夫球選手。他曾經在2001年到2006年期間排名位於世界前10之列累積超過175周。在2002年和2003年期間最高排名曾達世界第五。

## 外部連結
- PGA巡迴賽網站上的介紹 （页面存档备份，存于）